# تندیس فاخته لاجوردی
تندیس فاخته لاجوردی از آثار باستانی دوره عیلام است. این اثر باستانی از جنس سنگ لاجورد و به شکل پرنده فاخته است. این پرنده باستانی متعلق به ۱۳۰۰ سال پیش از میلاد یعنی دوره عیلامی میانه‌است. این اثر با قپه‌های طلایی میخکوب شده‌است. طول این پرنده ۱۱ سانتی متر است و در موزه لوور پاریس نگهداری می‌شود.